# 타피오 칸타넨

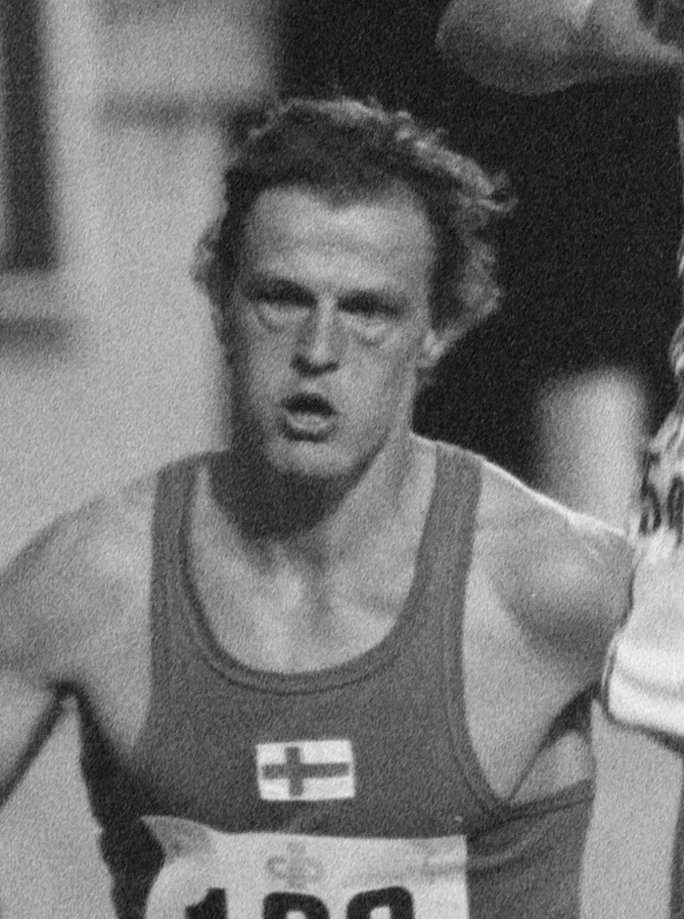

타피오 칸타넨(핀란드어: Tapio Kantanen, 1949년 5월 31일 ~)은 주로 3000m 장애물경주에 참가한 핀란드의 육상 선수이다.
그는 1972년 뮌헨 올림픽에 출전하여 동메달을 획득했다. 그는 또한 5000m 경기에도 참가했지만, 예선에서 탈락했다.
4년 후 몬트리올 올림픽에서는 3000m 장애물경주에서 4위를 했다.